# Lipoxygenasen
Lipoxygenasen sind Enzyme, die mehrfach ungesättigte Fettsäuren mit zwei Sauerstoffatomen zu Eicosanoiden oxidieren. Sie gehören somit zur Gruppe der Dioxygenasen. Verschiedene Lipoxygenasen spielen unter anderem eine Rolle im Arachidonsäure-Stoffwechsel der Säugetiere und im pflanzlichen Linolsäure-Metabolismus. Die Enzyme haben in der Regel jeweils bis zu drei Eisenionen in ihrem aktiven Zentrum als Kofaktor. Im Reich der Pilze wurden auch Lipoxygenasen beschrieben, die anstelle des Eisens Mangan im katalytischen Zentrum aufweisen. Ein Beispiel einer solchen Lipoxygenase ist die Mn-LOX von Gaeumannomyces graminis.
Zu den Lipoxygenasen zählen
- pflanzliche Lipoxygenasen (EC 1.13.11.12), im Zytosol und in Chloroplasten
- Arachidonat-5-Lipoxygenase der Säugetiere (EC 1.13.11.34)
- Arachidonat-12-Lipoxygenase der Säugetiere (EC 1.13.11.31)
- Arachidonat-15-Lipoxygenase der Säugetiere (EC 1.13.11.33, u. a. in Retikulozyten) und von Pseudomonas aeruginosa
- die bifunktionale Allenoxidsynthase/Archidonat-8-Lipoxygenase der Koralle Plexaura (EC 1.13.11.40)
- die Linoleat-11-Lipoxygenase in Pflanzen und dem Pilz Gaeumannomyces graminis (EC 1.13.11.45)